# Castanhac
Castanhac (francès Castagnac) és un municipi occità del Volvèstre, en el Llenguadoc, del departament de l'Alta Garona, a la regió d'Occitània.